# Бахшалиева, Говхар Бахшали кызы
Говхар Бахшали кызы Бахшалиева (азерб. Gövhər Baxşəli qızı Baxşəliyeva; родилась 26 ноября 1954 года) — азербайджанский учёный-востоковед, арабист. Доктор филологических наук, профессор, директор Института востоковедения НАН Азербайджана, действительный член НАНА. Депутат II, III, IV и V созывов Национального собрания  Азербайджана, вице-спикер парламента Азербайджана II созыва.

## Общие сведения
Гёвхар Бахшалиева родилась в 1954 году в Барде. В 1977 году с отличием окончила факультет востоковедения Азербайджанского государственного университета по специальности «преподаватель восточных языков и литературы». В 1984 году защитила кандидатскую диссертацию, в 1996 году — докторскую диссертацию. 
С 1977 года являлась старшим лаборантом, с 1978 по 1986 год младшим научным сотрудником, с 1986 по 1989 год — научным сотрудником, с 1989 по 1993 год старшим научным сотрудником, с 1993 по 1997 год заместителем директора по науке Институте востоковедения АН Азербайджанской ССР, затем — Института востоковедения Азербайджана.
С 1997 года директор Института востоковедения Азербайджана. 
С 2014 года член-корреспондент НАНА . 
Под её руководством защищены 12 диссертаций Pd.D. по специальности «Всемирная литература (арабская литература)».  
Успешно представляла азербайджанскую науку востоковедения во многих зарубежных странах (Турция, Россия, Иран, Египет, Саудовская Аравия, Сирия, ОАЭ, Франция, Англия, Италия, Венгрия, Румыния, Китай, Малайзия, Индонезия и другие). 
Председатель Совета по защите докторских диссертаций Азербайджана по специальностям 10.01.02 — «Литература тюркских народов» и 10.01.03 — «Всемирная литература». 
Председатель Проблемного Совета по координации исследований по востоковедению. Ответственный редактор журнала «Научные исследования». Главный редактор журнала «Азербайджанское востоковедение».
Депутат Национального собрания Азербайджана II, III, IV, V созывов. Руководитель делегации Милли меджлиса в Парламентской ассамблее Организации исламского сотрудничества (2001—2019). Являлась руководителем межпарламентской рабочей группы Азербайджан — Египет. 
Являлась вице-спикером парламента Азербайджана II созыва.
Является автором 4 монографий, 10 книг, более 120 научных статей и докладов, 23 из которых изданы в авторитетных зарубежных изданиях.

## Основные научные достижения
Исследование древней и современной арабской литературы, арабоязычной азербайджанской литературы, арабоязычных источников, арабо-азербайджанских литературных связей. Редактирование, подготовка к печати и публикация сотен научных трудов по самым различным направлениям современного востоковедения. 

## Основные научные работы
- Абд ас-Салам ал-Уджейли. Очерки жизни и творчества. — Баку, «Элм», 1989
- Абу-л-Фарадж ал. Исфахани. Сказание о Меджнуне. Перевод с арабского. — Баку, «Язычы», 1990
- Абу-л-Фарадж ал. Исфахани. Книга песен. Перевод с арабского. — Баку, «Элм», 1990
- Книга песен Абу-л-Фараджа ал-Исфахани и классическая азербайджанская литература. —Баку, «Элм», 1998
- Дастаны о божественной любви. —Баку, 2001
- Hamıdan ucadır alimin yeri. — Баку, «Нурлан», 2003
- Институт востоковедения имени ак. З. М. Буниятова. — Баку, «НМ», 2005
- Абу-л-Фарадж ал-Исфахани. Рассказы о Кайсе ибн Мулаввахе по прозвищу Меджнун и арабоязычных азербайджанских поэтах. — Баку, «Элм», 2006
- Современный сирийский рассказ. — Баку, «АNЭ», 2007
- Словарь «Фарханги-тюрки» Мухаммедтаги Каракоюнлу и его значение в изучении истории азербайджанского языка. Составитель и предисловие Г. Б. Бахшалиевой. — Баку, «ЭНЕ», 2009
- Джубран Халил Джубран. Сломанные крылья. Перевод с арабского. Г. Б. Бахшалиевой и А. Мамедовой. — Баку, «БЧЕ», 2010
- Статьи, доклады, интервью … В 2-х томах.— Баку, «БЧЕ», 2011
- Литературные взгляды Тауфика ал-Хакима. — Баку, «Элм», 2012

## Семья
Отец, Бахшали Бахшалиев c 1970 по 1987 год являлся министром финансов Азербайджанской ССР.

## Награды
- Орден «Слава» (25 ноября 2024 года) — за плодотворную деятельность в общественно-политической жизни Азербайджанской Республики и заслуги в развитии науки[4].
- Почётная медаль парламента Румынии (2010 год)[5].